# توکای تک‌رنگ کبود
توکای تک‌رنگ کبود (نام علمی: Turdus unicolor) نام یک گونه از سرده توکای حقیقی است.

## نگارخانه

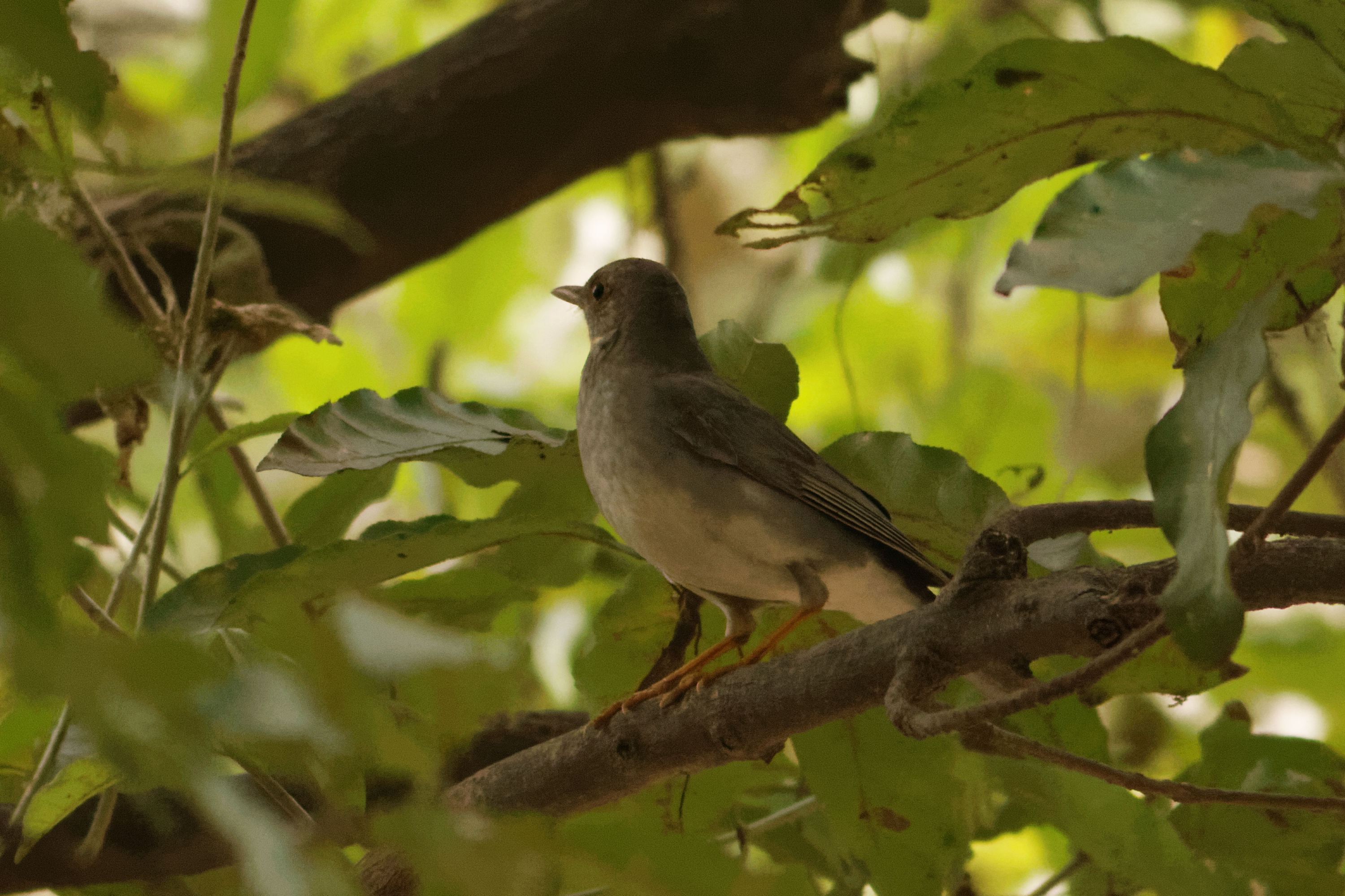
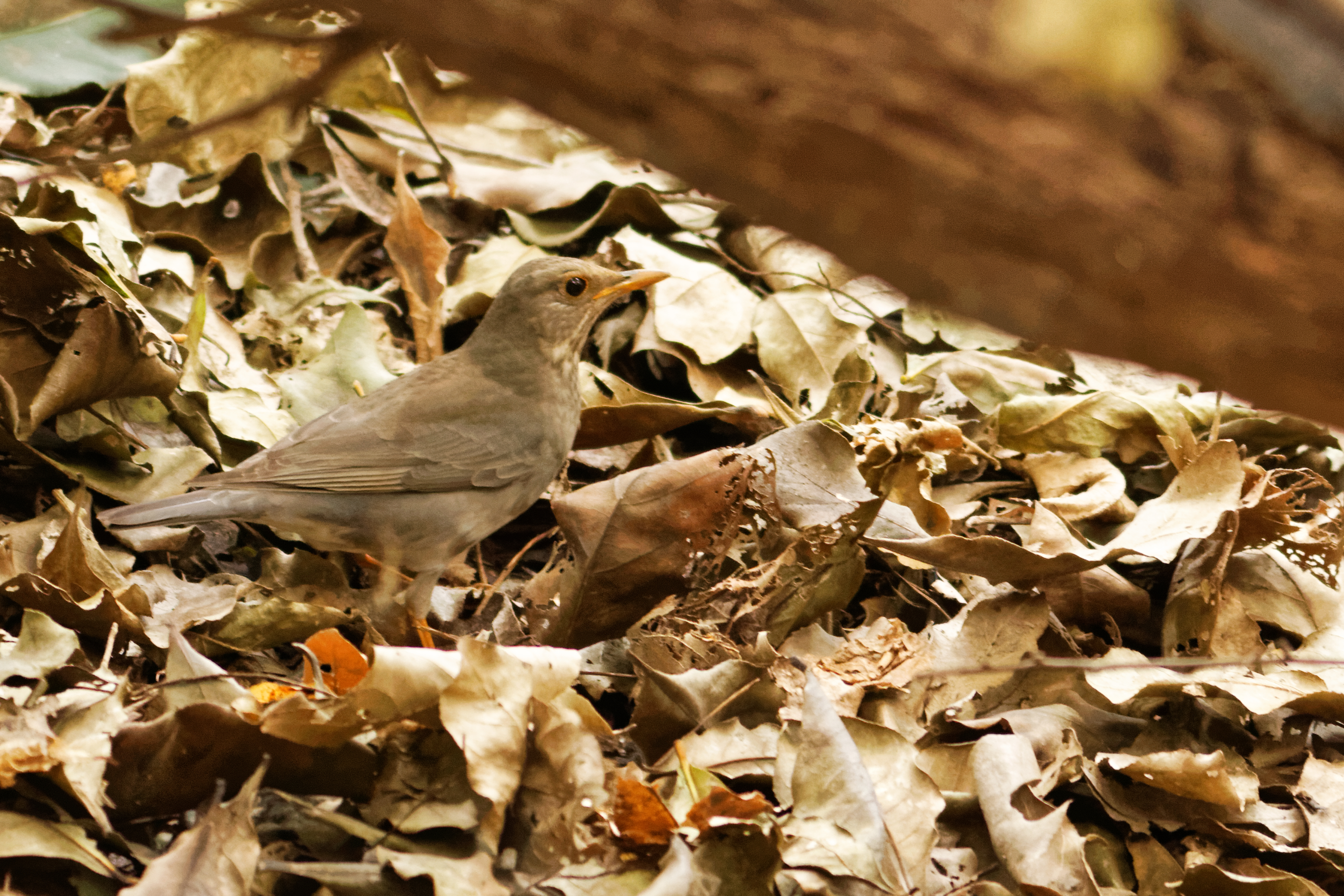